# 오카모토 고조

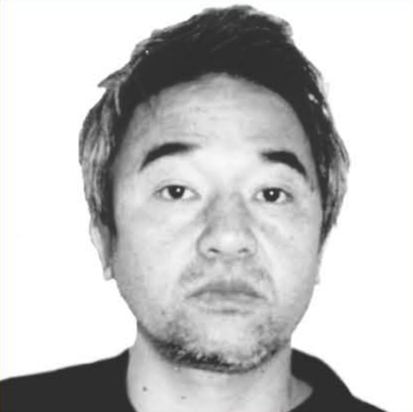

오카모토 고조(일본어: 岡本 公三: 1947년 12월 7일 - )는 일본 신좌파 정파 공산주의자동맹 적군파 출신 활동가, 테러리스트다. 로드 공항 사건의 실행범 가운데 한 명이다. 일반적으로 일본적군 멤버로 취급되지만, 정확하게 말하자면 일본적군 성립 이전의 멤버였다. 이스라엘에서 석방된 후 레바논으로 망명해서 여생을 보내고 있다. 일본 경찰은 그를 국제수배 중이다. 요도 호 그룹의 오카모토 다케시의 동생이다.

## 같이 보기
- 시게노부 후사코